# Będzieszewo
Będzieszewo – osada w Polsce położona w województwie zachodniopomorskim, w powiecie kamieńskim, w gminie Świerzno.
W latach 1975–1998 miejscowość administracyjnie należała do województwa szczecińskiego.

## Zabytki
- park dworski, z drugiej poł. XIX, nr rej.: A-1374z 6.11.1980, pozostałości dworu.